# IC 2981
IC 2981 ist eine Balken-Spiralgalaxie vom Hubble-Typ SBa im Sternbild Großer Bär am Nordsternhimmel. Sie ist schätzungsweise 153 Millionen Lichtjahre von der Milchstraße entfernt.
Das Objekt wurde am 12. Juni 1896 von Stéphane Javelle entdeckt.